# St. Ishmael
St. Ishmael är en community i Storbritannien.   Den ligger i kommunen Carmarthenshire och riksdelen Wales, i den södra delen av landet, 290 km väster om huvudstaden London.
De två större samhällena är Ferryside och Llansaint. St. Ishmael är endast en kyrka och ett fåtal hus. 

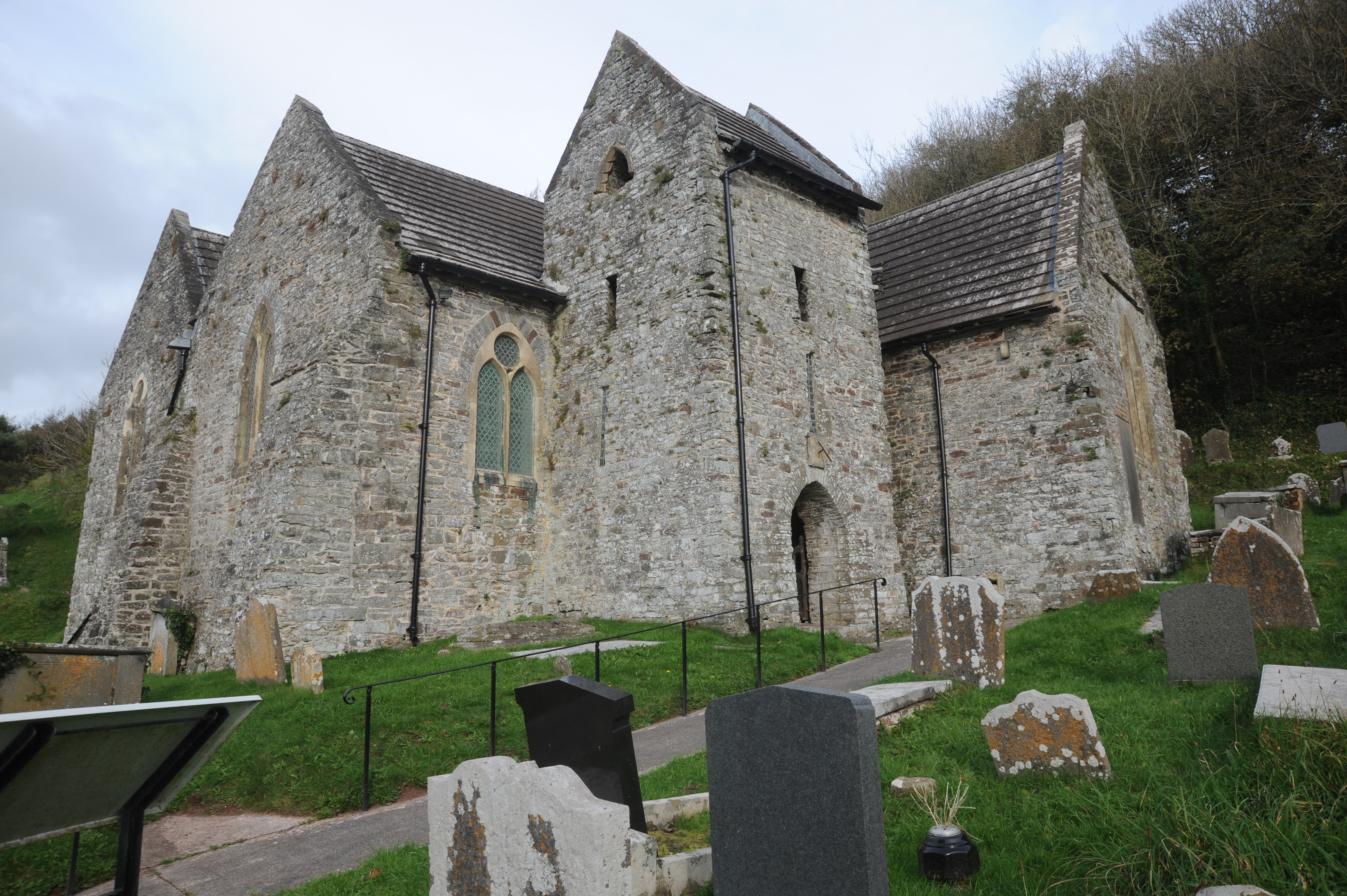
St. Ishmaels kyrka

.